# Slaget vid Dien Bien Phu
Slaget vid Dien Bien Phu (franska: Bataille de Diên Biên Phu; vietnamesiska: Chiến dịch Điện Biên Phủ) var det avgörande slaget i Indokinakriget. Slaget stod mellan Frankrike och Vietminh runt staden Dien Bien Phu (Điện Biên Phủ), i norra Vietnam nära gränsen till Laos. Det varade mellan den 13 mars och 7 maj 1954. Den vietnamesiska befrielsearmén lyckades, efter 57 dagars belägring, besegra den franska garnisonen. Detta innebar slutet för det franska kolonialväldet i Sydostasien.

## Bakgrund
Under andra hälften av 1800-talet hade Frankrike erövrat ett område som motsvarar länderna Vietnam, Kambodja och Laos. Kolonin kallades för Franska Indokina. Gummi och tenn utvanns men inte i större mängder. Under andra världskriget kom kolonin under japansk ockupation, men den franska administrationen fick sitta kvar. Vietnamesiska nationalister bildade 1941 Vietminh med syfte att uppnå ett självständigt Vietnam. Organisationens ledare var Ho Chi Minh. Gerillaverksamhet påbörjades i Tonkinområdet från baser i södra Kina. Vietminhs militäre ledare var den 31-årige före detta skolläraren Võ Nguyên Giáp. Våren 1945 behärskade gerillan större delen av landsbygden i Tonkin. I mars samma år tog Japan full kontroll över Indokina och avväpnade fransmännen. De tvingade kejsar Bao Dai av Annam att utropa Vietnams "självständighet". När Japan i augusti bröt samman kunde inte fransmännen ta kontroll över sin koloni. Ho Chi Minh utropade den 2 september 1945 Republiken Vietnam. Med brittisk hjälp återtog fransmännen södra Vietnam under hösten 1945.
Indokinakriget började med Frankrikes försök att ta tillbaka kontrollen över norra Vietnam (Tonkin) och Vietminhs motstånd mot detta genom gerillakrigföring. Efter att kommunisterna under ledning av Mao Zedong 1949 tagit kontrollen över Kina kunde Vietminh få hjälp med vapen och utbildning. 1950–1951 gick Vietminh på offensiven mot huvudstaden Hanoi. Det blev ett blodigt nederlag där det franska flyget bland annat använde napalm. Koreakriget innebar att det kinesiska stödet minskade och först till 1954 var Giaps trupper redo att gå på offensiven igen.
Frankrike hade egentligen inte resurser att föra krig för att upprätthålla sitt kolonialvälde. I genomsnitt dog 250–300 franska officerare årligen i Indokina. Detta motsvarade en tredjedel av vad som årligen utbildades. Genom att 1949 utropa Vietnam, Laos och Kambodja till republiker i union med Frankrike försökte man vinna de icke-kommunistiska krafternas stöd. Vietnams president var för övrigt förre kejsaren Bao Dai. Han sågs av de flesta vietnameser som en fransk marionett. 
Frankrike fick stöd av USA i kampen mot kommunismen. I slutet av 1952 hade Frankrike 228 000 soldater i Indokina, varav 53 000 vietnameser, 52 000 fransmän, 30 000 nordafrikaner, 19 000 främlingslegionärer, 18 000 västafrikaner samt 55 000 man från andra folkslag i Indokina. Över halva styrkan var alltså från Indokina. Dessa förband höll lägre kvalitet än övriga förband. Av trupperna måste tre fjärdedelar användas till försvar av vägarna kring Hanoi och andra storstäder. För att angripa gerillan 1954 kunde 27 bataljoner avvaras.

### Fransk taktik
För att åstadkomma ett avgörande beslöt fransmännen att blockera möjligheterna för Vietminh att föra in vapen, huvudsakligen från Kina, via en etablerad försörjningsled genom Laos  (senare känd som Ho Chi Minhleden). Om Frankrikes armé intog Dien Bien Phu skulle en sådan blockad kunna genomföras. Frankrike bedömde vidare att Vietminh skulle reagera och försöka återta Dien Bien Phu eftersom försörjningsleden var livsviktig för det vietnamesiska motståndet. Genom det stora avståndet till den kinesiska gränsen varifrån en ny svårupptäckt försörjningsled skulle ta lång tid att bygga, bedömde Frankrike att Vietminh inte skulle kunna återta Dien Bien Phu och därmed slutgiltigt besegras. 
Den 20 november 1953 intogs Dien Bien Phu av fallskärmssoldater från den franska styrkan. Trots att två kompanier av Vietminh var stationerade där stupade endast 40 soldater på den franska sidan, medan de två vietminhkompanierna nästan blev helt utraderade. Den franska styrkan började med att förstärka och förlänga ett befintligt flygfält och bygga befästningar runt fältet, varav de flesta på några omgivande kullar. Befästningarna fick, i alfabetisk ordning, namnen Anne-Marie, Beatrice, Claudine, Dominique, Eliane, Gabrielle, Huguette och Isabelle.

### Vietminhs reaktion
Vietminh reagerade mycket riktigt på utmaningen och började systematiskt att förbereda ett anfall. En styrka på 20 000 män, kvinnor och ungdomar mobiliserades för att bygga nya försörjningsleder, som det franska spaningsflyget skulle ha svårt att upptäcka. För att ordna matförsörjningen för de stridande, de som byggde leder och de som skötte transporterna byggde man om cyklar så att de kunde lastas med över 200 kg ris. Artilleripjäser, granatkastare och luftvärnskanoner släpades längs de nya försörjningslederna och upp på större kullar utanför de av fransmännen befästa kullarna. Det tog tre månader med en fart av en och en halv kilometer om dagen.

## Slaget

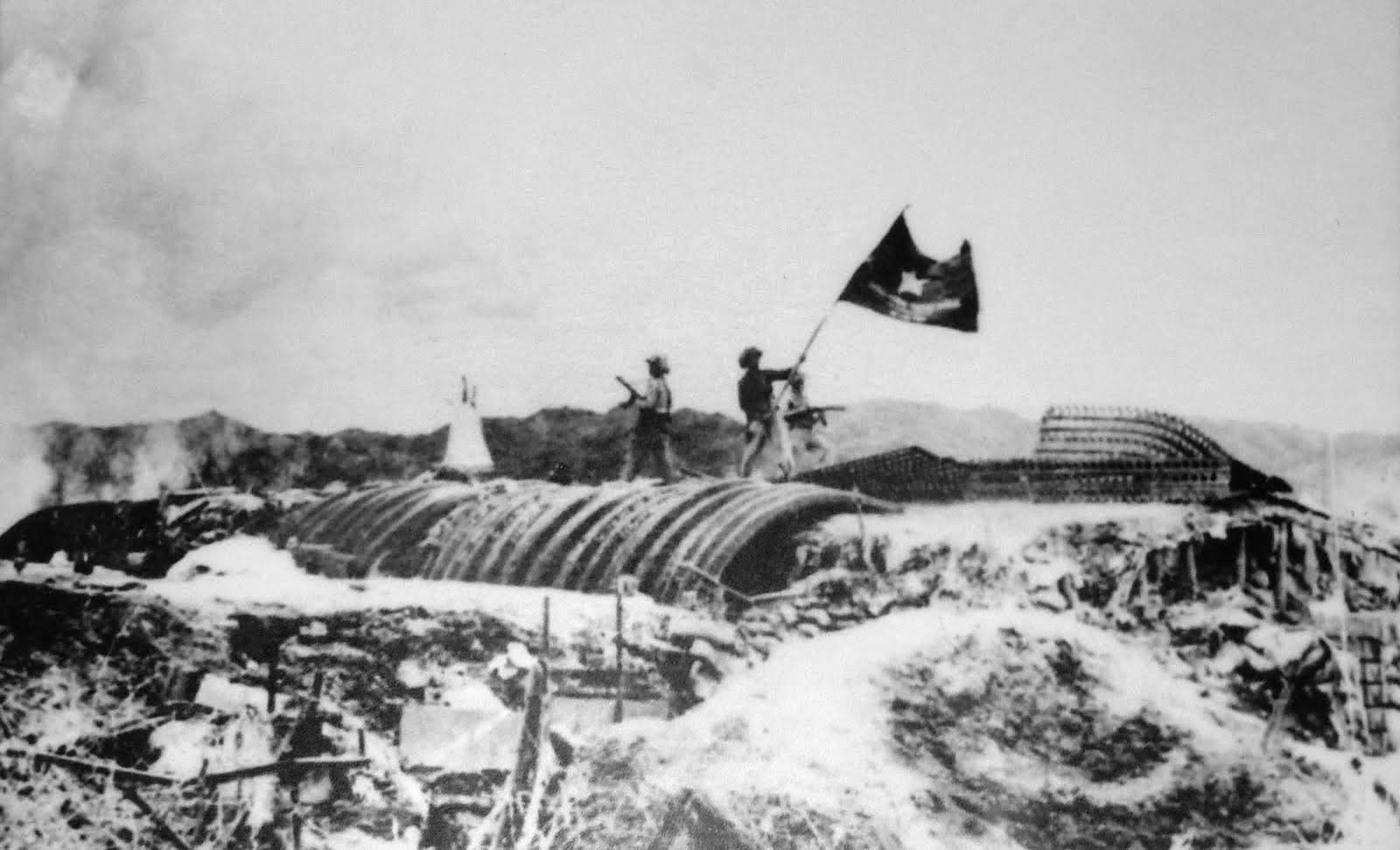
Den vietnamesiska flaggan vajar över den franska bunkern i Dien Bien Phu

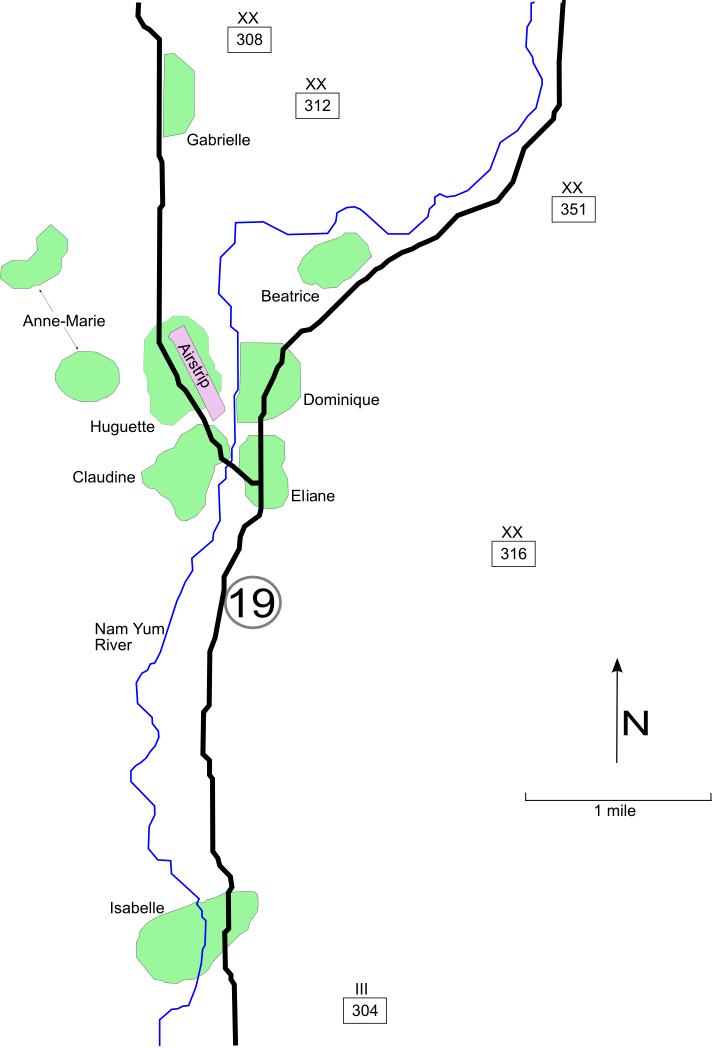
Franska ställningar runt Dien Bien Phu.

Vietminhs anfall började den 13 mars 1954. Den 27 mars hade gerillan förstört flygfältet, nödvändigt för försörjning av den franska garnisonen. Stora delar av de förnödenheter som senare släpptes med fallskärm hamnade hos Vietminh. De skadade kunde inte heller evakueras, vilket innebar stort lidande. De medicinska resurserna på garnisonen var mycket begränsade. På grund av mycket stora egna förluster tog Vietminh en paus i början av april. Då började gerillan gräva ett hundratals kilometer långt nätverk av skyttegravar i riktning mot dalen där den franska garnisonen hade sina ställningar. Vietminh kom så nära som några hundra meter från dessa ställningar och utövade psykologisk krigföring genom högtalare, avsedd inte minst för de soldater som inte var fransmän. Slutattacken inleddes den 5 maj och pågick till den 7 maj. Den franska styrkan gav då upp, enligt order från högkvarteret i Hanoi utan att hissa vit flagg. 
De överlevande fick marschera till fångläger i Röda floden-deltat. Det hävdas från den franska sidan att hälften av de tillfångatagna dog under marschen eller i fångenskapen senare, till stor del eftersom fransmännen inte tilläts lämna hjälp till fångarna.
Många anser att detta slag uppmuntrade och gav andra kolonier mod att göra uppror. Exempel på detta är Algerietrevolten 1954–1962 mot Frankrike.
En detalj värd att nämna är att USA på grund av den stora kommunistskräcken som rådde, erbjöd Frankrike hjälp i form av kärnvapenbestyckade plan, en hjälp som Frankrike inte accepterade.